# Brian Campbell
Brian Wesley Campbell (* 23. května 1979, Strathroy, Ontario) je bývalý kanadský hokejový obránce, který odehrál přes tisíc zápasů během 17 sezón v severoamerické lize NHL. Naposledy nastoupil v sezóně 2016/17 za klub Chicago Blackhawks, se kterým v roce 2010 vyhrál Stanley Cup.

## Úspěchy

### Individuální úspěchy
- CHL 1. All-Star Team – 1998/99
- George Parsons Trophy – 1998/99
- William Hanley Trophy – 1998/99
- Max Kaminsky Trophy – 1998/99
- Red Tilson Trophy – 1998/99
- CHL Player of the Year – 1998/99
- OHL 1. All-Star Team – 1998/99
- All-Star Team MSJ – 1999
- NHL All-Star Game – 2008, 2009
- NHL 2. All-Star Team – 2007/08

### Kolektivní úspěchy
- Vítěz Memorial Cupu – 1998/99
- Stříbrná medaile z MSJ – 1999
- Stříbrná medaile z SM-liigy – 2004/05
- Vítěz Stanley Cupu – 2009/10

## Klubové statistiky
| Sezona     | Klub                          | Soutěž     | Základní část | Základní část | Základní část | Základní část | Základní část | Play off | Play off | Play off | Play off | Play off |
| Sezona     | Klub                          | Soutěž     | Z             | G             | A             | B             | TM            | Z        | G        | A        | B        | TM       |
| ---------- | ----------------------------- | ---------- | ------------- | ------------- | ------------- | ------------- | ------------- | -------- | -------- | -------- | -------- | -------- |
| 1993/94    | Elgin-Middlesex Chiefs Dorost | MHAO       | —             | —             | —             | —             | —             | —        | —        | —        | —        | —        |
| 1994/95    | Petrolia Oil Barons           | OHA-B      | 49            | 11            | 27            | 38            | 43            | —        | —        | —        | —        | —        |
| 1995/96    | Ottawa 67's                   | OHL        | 66            | 5             | 22            | 27            | 23            | 4        | 0        | 1        | 1        | 2        |
| 1996/97    | Ottawa 67's                   | OHL        | 66            | 7             | 36            | 43            | 12            | 24       | 2        | 11       | 13       | 8        |
| 1997/98    | Ottawa 67's                   | OHL        | 66            | 14            | 39            | 53            | 31            | 13       | 1        | 14       | 15       | 0        |
| 1998/99    | Ottawa 67's                   | OHL        | 62            | 12            | 75            | 87            | 27            | 9        | 2        | 10       | 12       | 6        |
| 1998/99    | Rochester Americans           | AHL        | —             | —             | —             | —             | —             | 2        | 0        | 0        | 0        | 0        |
| 1999/00    | Rochester Americans           | AHL        | 67            | 2             | 24            | 26            | 22            | 21       | 0        | 3        | 3        | 0        |
| 1999/00    | Buffalo Sabres                | NHL        | 12            | 1             | 4             | 5             | 4             | —        | —        | —        | —        | —        |
| 2000/01    | Rochester Americans           | AHL        | 65            | 7             | 25            | 32            | 24            | 4        | 0        | 1        | 1        | 0        |
| 2000/01    | Buffalo Sabres                | NHL        | 8             | 0             | 0             | 0             | 2             | —        | —        | —        | —        | —        |
| 2001/02    | Rochester Americans           | AHL        | 45            | 2             | 35            | 37            | 13            | —        | —        | —        | —        | —        |
| 2001/02    | Buffalo Sabres                | NHL        | 29            | 3             | 3             | 6             | 12            | —        | —        | —        | —        | —        |
| 2002/03    | Buffalo Sabres                | NHL        | 65            | 2             | 17            | 19            | 20            | —        | —        | —        | —        | —        |
| 2003/04    | Buffalo Sabres                | NHL        | 53            | 3             | 8             | 11            | 12            | —        | —        | —        | —        | —        |
| 2004/05    | Jokerit Helsinky              | SM-l       | 44            | 12            | 13            | 25            | 12            | 12       | 3        | 4        | 7        | 6        |
| 2005/06    | Buffalo Sabres                | NHL        | 79            | 12            | 32            | 44            | 16            | 18       | 0        | 6        | 6        | 12       |
| 2006/07    | Buffalo Sabres                | NHL        | 82            | 6             | 42            | 48            | 35            | 16       | 3        | 4        | 7        | 14       |
| 2007/08    | Buffalo Sabres                | NHL        | 63            | 5             | 38            | 43            | 12            | —        | —        | —        | —        | —        |
| 2007/08    | San Jose Sharks               | NHL        | 20            | 3             | 16            | 19            | 8             | 13       | 1        | 6        | 7        | 4        |
| 2008/09    | Chicago Blackhawks            | NHL        | 82            | 7             | 45            | 52            | 22            | 17       | 2        | 8        | 10       | 0        |
| 2009/10    | Chicago Blackhawks            | NHL        | 68            | 7             | 31            | 38            | 18            | 19       | 1        | 4        | 5        | 2        |
| 2010/11    | Chicago Blackhawks            | NHL        | 65            | 5             | 22            | 27            | 6             | 7        | 1        | 2        | 3        | 6        |
| 2011/12    | Florida Panthers              | NHL        | 82            | 4             | 49            | 53            | 6             | 7        | 1        | 4        | 5        | 2        |
| 2012/13    | Florida Panthers              | NHL        | 48            | 8             | 19            | 27            | 12            | —        | —        | —        | —        | —        |
| 2013/14    | Florida Panthers              | NHL        | 82            | 7             | 30            | 37            | 20            | —        | —        | —        | —        | —        |
| 2014/15    | Florida Panthers              | NHL        | 82            | 3             | 24            | 27            | 22            | —        | —        | —        | —        | —        |
| 2015/16    | Florida Panthers              | NHL        | 82            | 6             | 25            | 31            | 26            | 6        | 0        | 1        | 1        | 0        |
| 2016/17    | Chicago Blackhawks            | NHL        | 80            | 5             | 12            | 17            | 24            | 4        | 0        | 0        | 0        | 0        |
| NHL celkem | NHL celkem                    | NHL celkem | 1082          | 87            | 417           | 504           | 277           | 107      | 9        | 35       | 44       | 40       |

### Reprezentační statistiky
| 1999                   | Kanada 20'             | MSJ                    | 7 | 1 | 1 | 2 | 4 |
| Juniorská reprezentace | Juniorská reprezentace | Juniorská reprezentace | 7 | 1 | 1 | 2 | 4 |